# بشني
بشني هي قرية حديثة تأسست في غربي ولاية قبلي في الثمانينات رغم أن تسميتها قديمة. وينحدر سكانها من عرش غريب أو الغريبات. تعتمد بشني في اقتصادها على فلاحة نخيل الدقلة أساسا. وينتظم بها مهرجان سنوي للألعاب الصحراوية.
1. ↑  "المناطق الترابية (العمادات) حسب الولايات والمعتمديات". اطلع عليه بتاريخ 2024-11-30.